# Partido Popular de la Reconstrucción
El Partido Popular de la Reconstrucción, actualmente denominado Partido Demócrata en la Provincia del Chaco, fue un partido político argentino de extrema derecha que se autodefinio como nacionalista. Fue fundado en 1996 por Gustavo Breide Obeid, Francisco Miguel Bosch y Enrique Graci Susini. Su organización juvenil era la Juventud Nacional del Partido Popular de la Reconstrucción.

## Ideología
Se autodefine como un partido fundado para «iniciar un proceso de reconstrucción nacional de salvación de la patria argentina». Su posicionamiento ideológico está basado en el nacionalismo católico, expresado con la defensa de lo que considera «los pilares fundamentales del Ser Nacional argentino (Argentinidad): Dios, Patria y Familia». Por los valores que defiende, también se le puede considerar una ideología cercana al conservadurismo y la ultraderecha. Se autodefine como contrario a la partidocracia y al sistema económico neoliberal.
Afirma que es necesario dar tratamiento parlamentario a la investigación de la deuda externa, manifestándose a favor de suspender el pago hasta que haya finalizado la investigación. Se opone al aborto al entender que la vida humana se inicia desde la concepción. Destaca los valores de masculinidad y feminidad y considera la homosexualidad como una «desviación», posicionándose en contra de la unión civil entre personas del mismo sexo.
Propone la restauración del servicio militar obligatorio, la elevación de la edad jubilatoria a 70 años para los hombres y el sostenimiento de la educación religiosa en las escuelas primarias y secundarias.

## Simbología
Utiliza los colores blanco, azul celeste y amarillo de la bandera nacional en su emblema que se configura como un rectángulo dividido verticalmente por la mitad; la porción izquierda (para el observador) ocupada por la bandera argentina, y la porción derecha de color azul marino en las que se ve la sigla PPR en blanco. Debajo del conjunto se puede leer el nombre del partido.

## Historia
Fue fundado en 1996 por Gustavo Breide Obeid, Francisco Miguel Bosch y Enrique Graci Susini con la inspiración del coronel Mohamed Alí Seineldín. Breide Obeid y Graci Susini fueron militares que participaron de los levantamientos carapintadas de 1990, liderados por el coronel Seineldín en contra del gobierno constitucional de Carlos Menem. Desde su fundación, se definen como una organización que pretende restaurar los valores tradicionales que permitieron el nacimiento de la Nación Argentina.
En 2019 fueron detenidos nueve integrantes del brazo armado de la organización, en la localidad de Bell Ville, mientras realizaban ejercicios de instrucción militar y utilizaban armas de fuego sin autorización. Los detenidos tenían en su poder insignias, símbolos y literatura nazi, vestían uniformes militares y contaban con municiones y chalecos.

## Disolución
En sus últimos años, el PPR carece de personeria jurídica en el total de los distritos electorales de la República Argentina. 
En el año 2017, en la provincia de Chaco, la última provincia en la que estaba establecido el partido, se aceptó por la justicia electoral el cambio de nombre y logo para conformar de esa manera el Partido Demócrata de Chaco.

## Desempeño electoral

### Elecciones presidenciales
|  | 0,22 % |

|  | 0,24 % |

|  | 5,86 % |

### Diputados Nacionales por la Provincia de Buenos Aires
Elecciones legislativas 2009 = 19.226 votos (0,27%).-
Elecciones legislativas 2007 = 16.063 votos (0,20%).-
Elecciones legislativas 2005 = 27.835 votos (0,42%).-
Elecciones legislativas 2003 = 20.527 votos (0,36%).-
Elecciones legislativas 2001 = 37.139 votos (0,70%).-

### Diputados de la Ciudad de Buenos Aires
Elecciones legislativas 2013 = 5.042 votos (0,28%).-